# Трентон (Міссурі)
Трентон (англ. Trenton) — місто (англ. city) в США, в окрузі Ґранді штату Міссурі. Населення — 5609 осіб (2020).

## Географія
Трентон розташований за координатами 40°4′53″ пн. ш. 93°36′9″ зх. д. / 40.08139° пн. ш. 93.60250° зх. д. (40.081255, -93.602387).  За даними Бюро перепису населення США в 2010 році місто мало площу 17,44 км², з яких 16,70 км² — суходіл та 0,75 км² — водойми.

## Демографія
Згідно з переписом 2010 року, у місті мешкала 6001 особа в 2559 домогосподарствах у складі 1467 родин. Густота населення становила 344 особи/км².  Було 2960 помешкань (170/км²).
Расовий склад населення:
| - 96,0 % — білих - 0,8 % — чорних або афроамериканців - 0,5 % — корінних американців - 0,5 % — азіатів |

До двох чи більше рас належало 1,1 %. Частка іспаномовних становила 2,4 % від усіх жителів.
За віковим діапазоном населення розподілялося таким чином: 22,6 % — особи молодші 18 років, 54,6 % — особи у віці 18—64 років, 22,8 % — особи у віці 65 років та старші. Медіана віку мешканця становила 41,6 року. На 100 осіб жіночої статі у місті припадало 84,0 чоловіків;  на 100 жінок у віці від 18 років та старших — 82,1 чоловіків також старших 18 років.
Середній дохід на одне домашнє господарство  становив 43 248 доларів США (медіана — 34 119), а середній дохід на одну сім'ю — 54 134 долари (медіана — 47 639). Медіана доходів становила 38 021 долар для чоловіків та 31 643 долари для жінок. За межею бідності перебувало 23,1 % осіб, у тому числі 26,8 % дітей у віці до 18 років та 12,1 % осіб у віці 65 років та старших.
Цивільне працевлаштоване населення становило 2529 осіб. Основні галузі зайнятості: освіта, охорона здоров'я та соціальна допомога — 26,6 %, виробництво — 19,4 %, роздрібна торгівля — 14,6 %.